# Muchomor cesarski

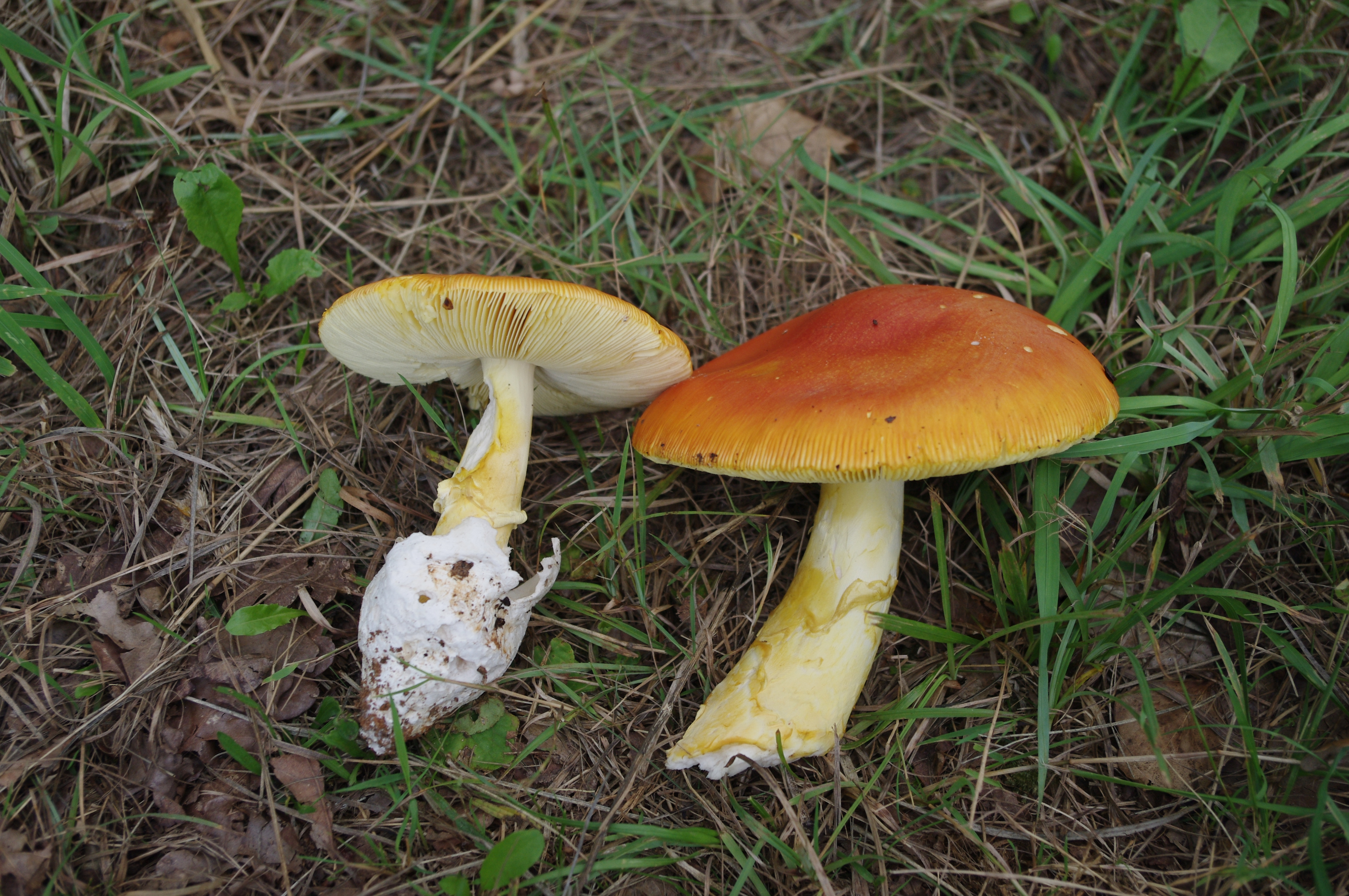

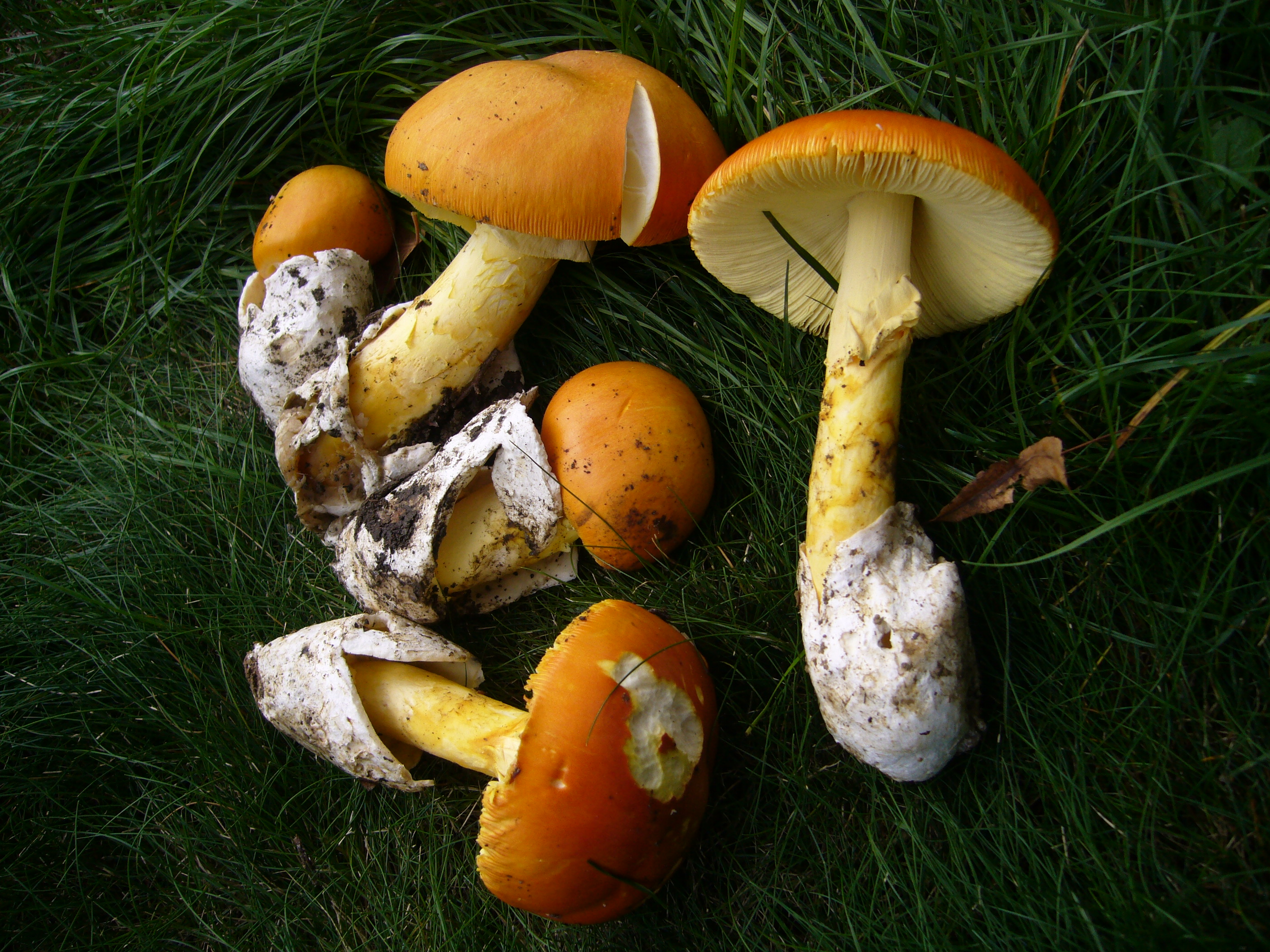

Muchomor cesarski (Amanita caesarea (Scop.) Pers.) – gatunek grzybów należący do rodziny muchomorowatych (Amanitaceae). 

## Systematyka i nazewnictwo
Pozycja w klasyfikacji według Index Fungorum: Amanita, Amanitaceae, Agaricales, Agaricomycetidae, Agaricomycetes, Agaricomycotina, Basidiomycota, Fungi.
Po raz pierwszy takson ten zdiagnozował w 1772 r. Giovanni Antonio Scopoli nadając mu nazwę Agaricus caesarius. Obecną, uznaną przez Index Fungorum nazwę nadał mu w 1801 r. Christian Hendrik Persoon, przenosząc go do rodzaju Amanita. 
Niektóre synonimy nazwy naukowej:

- Agaricus caesareus Scop. 1772
- Amanita aurantia Lam. 1783
- Amanita aurantiaca Pers. 1801
- Amanita caesarea var. alba Gillet 1874
- Amanita caesarea var. aurantia Gillet 1874
- Amanita caesarea (Scop.) Pers. 1801) var. caesarea
- Amanita caesarea var. lutea Gillet 1874
- Amanita caesarea var. rubra Gillet 1874
- Venenarius caesareus (Scop.) Murrill 1913
- Volvoamanita caesarea (Scop.) E. Horak 1968

Nazwę polską podał Henryk Orłoś w 1949 r.

## Morfologia
Kapelusz
Średnica 8-20 cm, początkowo niemal kulisty, później płaskołukowaty, u starszych okazów płaski. Powierzchnia gładka i naga, czasami z resztkami osłony. Brzegi kapelusza wyraźnie prążkowane, barwa jaskrawopomarańczowa do czerwonopomarańczowej, później blednąca do złotożółtej i bladożółtej.
Blaszki
Wolne i gęste, początkowo mają kolor bladożółty, później złotożółty.
Trzon
Wysokość do 16 cm, nieomal walcowaty, o nieco zgrubiałej podstawie otoczonej białą pochwą w postaci dużych płatów. Początkowo jest pełny, później rurkowaty. Posiada duży, żółty i zwisający pierścień.
Miąższ
Biały, tylko pod skórką złotożółty. Smak i zapach niewyraźny.

## Występowanie i siedlisko
Jest pospolity na południu Europy, w Europie Środkowej jest rzadki. W Polsce opisano w literaturze tylko jedno stanowisko tego gatunku – w miejscowości Bielinek nad Odrą w 1959. Obecnie jest uważany za gatunek wymarły, możliwy jednak do znalezienia w cieplejszych regionach kraju.
Stadium młodociane ukazuje się nad ziemią przypominając tępy koniec jajka, potem szybko uwalnia się z osłony. Owocniki pojawiają się od lipca do października w świetlistych i ciepłych lasach liściastych pod dębami, kasztanem jadalnym, rzadziej pod bukami.

## Znaczenie
Grzyb mikoryzowy. Jest jadalny. W starożytności uważany był za przysmak godny cesarskiego stołu, stąd też i jego nazwa. Obecnie nadal ceni się jego walory smakowe.

## Gatunki podobne
- muchomor żółtawy (Amanita crocea). Jest jaśniejszy i ma trzon łuskowaty[5].
- muchomor czerwony (Amanita muscaria), który różni się ciemniejszą barwą kapelusza, białymi blaszkami i białym trzonem.